# Baldéric de Frioul
Baldéric de Frioul (en latin, Bald(e)ricus [dux] Foroiuliensis, en italien, Bald(e)rico del Friuli) est un chef administratif et militaire franc qui fut duc de Frioul de 819 à 828.
Il apparaît dans les chroniques en 815 comme légat impérial. D'après Éginhard, Baldéric traverse cette année-là l'Eider à la tête d'une armée de Saxons et d'Obodrites pour rétablir le roi déchu du Danemark, Harald Klak, allié de l'empereur carolingien Louis le Pieux.
En 819, il est nommé à la tête du duché de Frioul. La même année, Baldéric doit combattre le chef slave Ljudevit qui s'est soulevé et menace la Carantanie et, malgré la faiblesse numérique de son armée, l'attaqua près de la Drave, lui causa de lourdes pertes, et l'obligea à évacuer la région.
S'étant montré incapable de s'opposer à Omourtag, khan des Bulgares qui venait de dévaster impunément les frontières de la Marche de Pannonie (en), Baldéric est démis de ses fonctions en 828. Louis le Pieux, au lieu de nommer un nouveau duc de Frioul, partage ce territoire en quatre comtés.

## Sources
- Éginhard, Vie de Charlemagne
- Thégan, Gesta Hludowici imperatoris (« Les exploits de l'empereur Louis »)
- Annales de Fulda
- Annales regni Francorum (« Annales du royaume des Francs »)